# البرنامج الوطني الاشتراكي

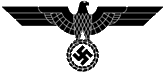

البرنامج الوطني الاشتراكي، المعروف أيضًا باسم البرنامج المكون من 25 نقطة أو الخطة المكونة من 25 نقطة ((بالألمانية: 25-Punkte-Programm)‏، كان البرنامج لحزب العمال الوطني الاشتراكي الألماني (NSDAP، ويشار إليه باللغة الإنجليزية باسم الحزب النازي). في الأصل كان اسم الحزب هو حزب العمال الألماني (DAP)، ولكن في نفس اليوم الذي تم فيه تغيير اسم البرنامج إلى NSDAP Nationalsozialistische Deutsche Arbeiterpartei. أعلن أدولف هتلر برنامج الحزب في 24 فبراير 1920 قبل ما يقرب من 2000 شخص في مهرجان ميونيخ لHofbräuhaus وضمن البرنامج «قادة الحزب أقسم على المضي قدما بشكل مباشر، إذا لزم الأمر للتضحية بحياتهم في تحقيق النقاط السابقة» وأعلن أن البرنامج غير قابل للتغيير. نشأ البرنامج الاشتراكي القومي في مؤتمر DAP في فيينا، ثم تم نقله إلى ميونيخ، من قبل المهندس المدني والمنظّر رودولف جونغ، الذي دعم صراحة طُرد هتلر من تشيكوسلوفاكيا بسبب تحريضه السياسي.
وفقا لمتحف ذكرى الهولوكوست بالولايات المتحدة، فإن البرنامج المكون من 25 نقطة «ظل البيان الرسمي للحزب، على الرغم من أنه تم تجاهل العديد من النقاط في السنوات اللاحقة.» 

## برنامج الحزب الألماني
في ميونيخ، في 24 فبراير 1920، أعلن هتلر علناً عن برنامج من 25 نقطة للحزب النازي (حزب العمال الألماني الاشتراكي الوطني، المشار إليه باللغة الإنجليزية باسم الحزب النازي)، عندما كان النازيون لا يزالون يعرفون باسم DAP (حزب العمال الألماني)). احتفظوا بالبرنامج الوطني الاشتراكي عند إعادة تسمية أنفسهم باسم حزب العمال الاشتراكي الوطني الألماني (NSDAP) في فبراير 1920 وظل البرنامج الرسمي للحزب. كان البرنامج المكون من 25 نقطة عبارة عن تأليف ألماني - بقلم أنطون دريكسلر وأدولف هتلر وجوتفريد فيدر ووديتريش إيكارت - لبرنامج رودولف يونج النمساوي البوهيمي. على عكس النمساويين، لم يدعي الألمان أنهم إما ليبراليون أو ديمقراطيون ولم يعارضوا أي رد فعل سياسي ولا الأرستقراطية، لكنهم دعو المؤسسات الديمقراطية (أي البرلمان المركزي الألماني) وحقوق التصويت للألمان فقط - مما يعني ضمناً أن الحكومة النازية ستحتفظ لحق الاقتراع.

### برنامج 25 نقطة للحزب النازي
1. نطالب جميع الألمان بتشكيل ألمانيا الكبرى على أساس حق الشعب في تقرير المصير الذي تتمتع به الأمم.
2. نطالب بالمساواة في الحقوق للشعب الألماني في تعامله مع الدول الأخرى؛ وإلغاء معاهدتي السلام في فرساي وسان جرمان.
3. نحن نطالب بالأراضي (المستعمرات) من أجل الحفاظ على شعبنا والأحتفاظ بحق سكاننا بالنمو والتوسع.
4. لا شيء غير أعضاء الأمة من مواطني الدولة. لا شيء سوى دماء الألمان، مهما كانت عقيدتهم. لا يهودي يمكن أن يكون عضوا في امتنا.
5. يمكن لمن ليس لديه جنسية القدرة على العيش في ألمانيا كضيف فقط ويجب اعتباره خاضعًا للقوانين الأجنبية.
6. يقع حق المواطن في التصويت على حكومة الولاية وحدها والتشريعات الخاصة بها. لذلك نطالب بمنح كل التعيينات الرسمية، أيا كان نوعها، لمواطني الولايات وحدهم.
7. نطالب بتكليف الدولة أولاً بتوفير الفرصة لكسب الرزق وأسلوب حياة المواطنين. إذا كان من المستحيل تغذية إجمالي سكان الدولة، فيجب استبعاد أعضاء الدول الأجنبية (غير المواطنين) في الرايخ.
8. يجب منع كل هجرة غير ألمانية. نطالب جميع غير الألمان، الذين هاجروا إلى ألمانيا منذ 2 أغسطس 1914، أن يغادرو الرايخ على الفور.
9. جميع مواطني الدولة متساوون في الحقوق والواجبات.
10. يجب أن يكون الالتزام الأول لكل مواطن هو العمل المثمر عقليا أو جسديا. قد لا يتعارض نشاط الفرد مع مصالح الكل، ولكن يجب أن يستمر في إطار الكل لما فيه الصالح العام. لذلك نطالب:
11. إلغاء دخل (العمل والعمالة) غير المكتسب. كسر الدين (الفائدة) - العبودية.
12. بالنظر إلى التضحية الوحشية في الأرواح والممتلكات التي تتطلبها كل حرب للشعب، يجب اعتبار الإثراء الشخصي الناجم عن الحرب جريمة ضد الأمة. لذلك، نطالب بمصادرة بلا رحمة لجميع أرباح الحرب.
13. نحن نطالب بتأميم جميع الشركات التي تم حتى الآن تشكيلها في الشركات (صناديق).
14. نطالب بمشاركة الأرباح من تجارة الجملة.
15. نحن نطالب بالتوسع على نطاق واسع من راتب التقاعد.
16. نحن نطالب بإنشاء طبقة وسطى صحية والحفاظ عليها، والتواصل الفوري للمستودعات الكبيرة واستئجارها بتكلفة منخفضة للشركات الصغيرة، مع مراعاة جميع الشركات الصغيرة في العقود المبرمة مع الدولة أو المقاطعة أو البلدية.
17. نطالب بإصلاح الأراضي بما يتناسب مع احتياجاتنا، وإصدار قانون لمصادرة الأراضي مجانًا لأغراض المرافق العامة، وإلغاء الضرائب على الأراضي ومنع جميع المضاربات.
18. نحن نطالب بالكفاح دون النظر ضد أولئك الذين يكون نشاطهم ضارًا بالمصلحة العامة. يتم معاقبة المجرمين الوطنيين العاديين والمرابين والمستفيدين وما إلى ذلك دون أي اعتبار للعرق.
19. نطالب باستبدال القانون العام الألماني بدلاً من القانون الروماني الذي يخدم نظامًا عالميًا ماديًا.
20. تتحمل الدولة مسؤولية إعادة الإعمار الأساسية لبرنامج التعليم الوطني بالكامل الخاص بنا، لتمكين كل ألماني قادر وكادح من الحصول على التعليم العالي ومن ثم التقديم في مناصب قيادية. خطط التعليم لجميع المؤسسات التعليمية تتفق مع تجارب الحياة العملية. يجب أن تسعى المدرسة [ Staatsbürgerkunde ] لفهم مفهوم الدولة في وقت مبكر من بداية التفاهم. نحن نطالب بالتعليم على حساب حالة الأطفال الموهوبين فكريا من الآباء الفقراء دون النظر غلى الحالة أو المهنة.
21. تتولى الدولة رعاية الصحة الوطنية عن طريق حماية الأم والطفل، وحظر عمل الأطفال، وتشجيع اللياقة البدنية، عن طريق التأسيس القانوني لالتزام الجمباز والرياضة، من خلال الدعم الأقصى لجميع المنظمات المعنية بالتعليم البدني للشباب.
22. نطالب بإلغاء قوات المرتزقة وتشكيل جيش وطني.
23. نطالب بمعارضة قانونية للأكاذيب المعروفة ونشرها من خلال الصحافة. من أجل تمكين الصحافة الألمانية، نطالب بما يلي:
أ. جميع الكتاب والعاملين في الصحف باللغة الألمانية هم أعضاء في العرق؛
ب. يُطلب من الصحف غير الألمانية الحصول على إذن صريح من الدولة للنشر. لا يجوز طباعتها باللغة الألمانية؛
ج. يحظر على غير الألمان بموجب القانون أي مصلحة مالية في المنشورات الألمانية أو أي تأثير عليها وكعقاب على انتهاكات إغلاق هذا المنشور وكذلك الطرد الفوري من الرايخ. يجب حظر المنشورات التي تتعارض مع الصالح العام. نطالب بالملاحقة القانونية للأشكال الفنية والأدبية التي تمارس تأثيراً مدمراً على حياتنا الوطنية وإغلاق المنظمات التي تعارض المطالب المقدمة أعلاه.
24. نحن نطالب بحرية الدين لجميع الطوائف الدينية داخل الدولة طالما أنها لا تعرض وجودها للخطر أو تعارض الجوانبالأخلاقية للجنس الجرماني. الحزب على هذا النحو يدعم وجهة نظر المسيحية الإيجابية دون إلزام نفسه طائفيًا بأي طائفة واحدة. إنه يقاوم الروح المادية اليهودية داخلنا وحولنا، وهو مقتنع بأن التعافي الدائم لأمتنا لا يمكن أن ينجح إلا من الداخل: «خير المجتمع قبل خير الفرد».[5] ("GEMEINNUTZ GEHT VOR EIGENNUTZ" جميع الحروف الأصلية [6]
25. لتنفيذ كل هذا نطالب بتشكيل قوة مركزية قوية في الرايخ. سلطة غير محدودة للبرلمان المركزي على كامل الرايخ ومنظماته بشكل عام. تشكيل غرف الدولة والمهن لتنفيذ القوانين التي أصدرها الرايخ داخل الولايات المختلفة للاتحاد. يعد قادة الحزب، إذا لزم الأمر من خلال التضحية بحياتهم، بدعم من تنفيذ النقاط المذكورة أعلاه دون أي اعتبار.